# Toronto Argonauts
Toronto Argonauts é uma equipe profissional de futebol americano do Canadá, participante da Divisão Leste da Canadian Football League da cidade de Toronto, Ontario.
Foi fundado em 1873 e já ganhou dezoito Grey Cups nos anos de 1914, 1921, 1933, 1937, 1938, 1945, 1946, 1947, 1950, 1952, 1983, 1991, 1996, 1997, 2004, 2012, 2017 e 2022.